# Stare Groszki
Stare Groszki – wieś sołecka w Polsce położona w województwie mazowieckim, w powiecie mińskim, w gminie Kałuszyn.
| SIMC    | Nazwa       | Rodzaj    |
| ------- | ----------- | --------- |
| 0673986 | Ogrodziarze | część wsi |

W latach 1975–1998 miejscowość administracyjnie należała do województwa siedleckiego.
Wierni Kościoła rzymskokatolickiego należą do parafii Wniebowzięcia Najświętszej Maryi Panny w Kałuszynie.
W czasie niemieckiej agresji na Polskę, 8 września 1939 na szosie przy wsiach Stare Groszki i Marysin zabitych zostało około 600 osób. Padli oni ofiarą bombardowań dokonanych przez pilotów lotnictwa III Rzeszy. 